# Grand Bay-Westfield
Grand Bay-Westfield is een plaats (town) in de Canadese provincie New Brunswick en telt 4981 inwoners (2006). De oppervlakte bedraagt 59,73 km².

## Impressie

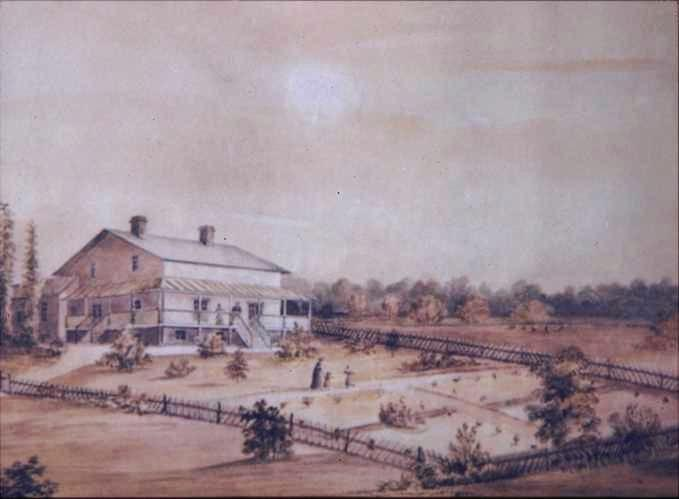
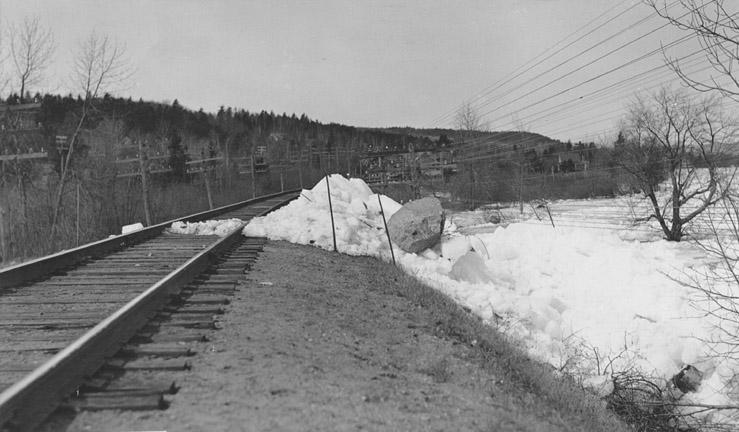
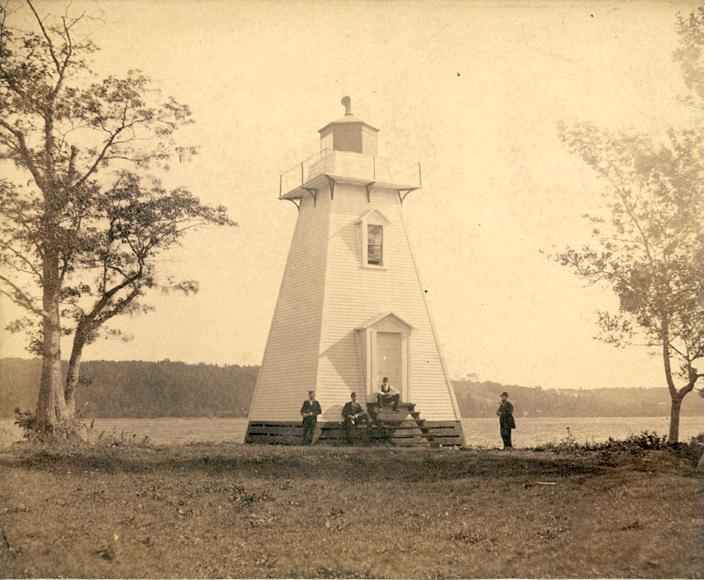
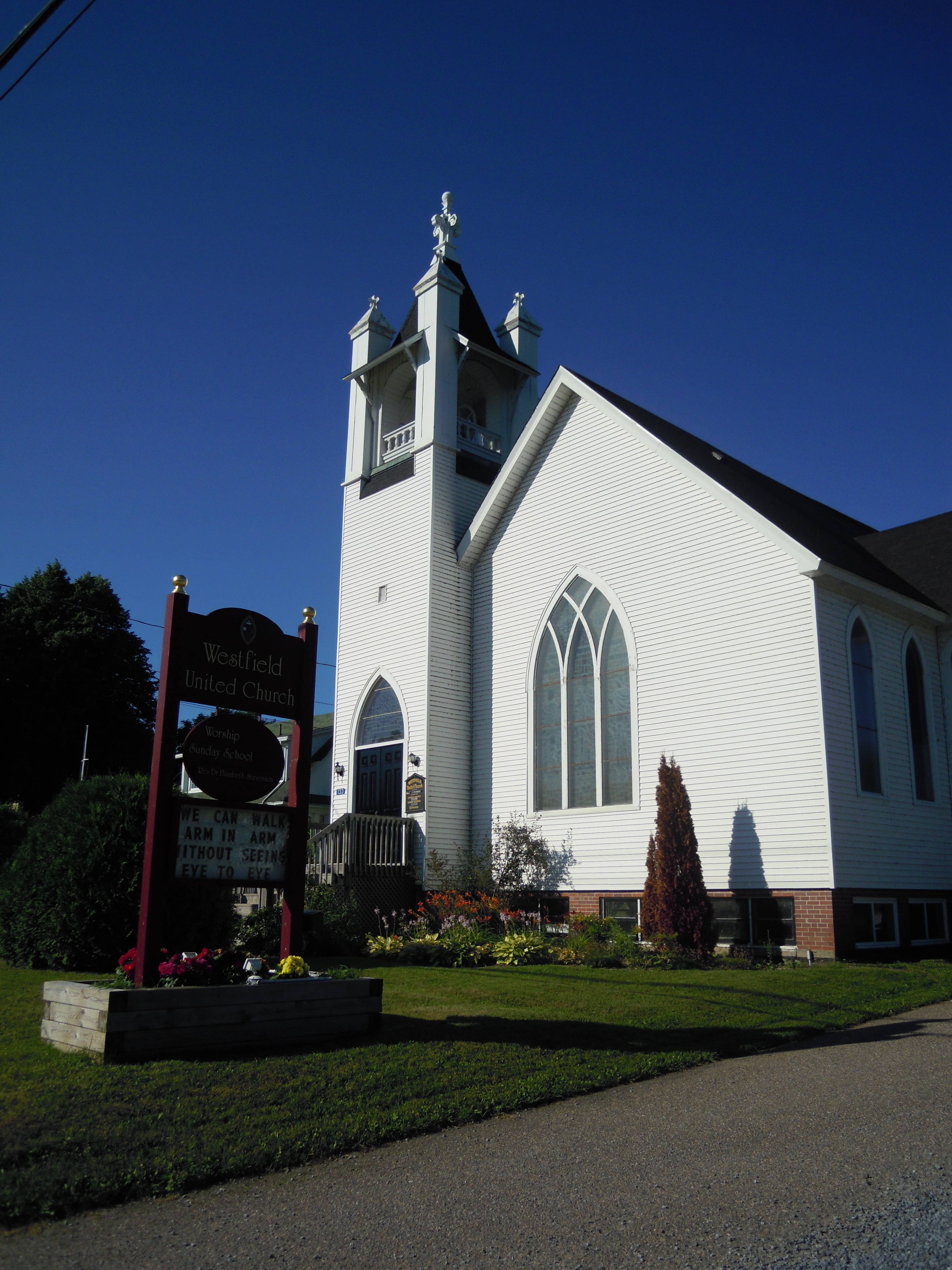